# Wieliszew Centrum
Wieliszew Centrum – przystanek kolejowy w Wieliszewie w województwie mazowieckim. Przystanek kolejowy został oddany do użytku w dniu 11 czerwca 2023 roku wraz z uruchomieniem ruchu kolejowego na linii kolejowej nr 28.